# Linea Sul (metropolitana di Recife)
La linea Sul è una linea della metropolitana di Recife a servizio dell'omonima città, in Brasile. È la seconda linea metropolitana della città di Recife. I suoi capolinea sono Recife e Cajueiro Seco. Ha 12 stazioni per una lunghezza di 14,3 km.
Il servizio viene effettuato tutti i giorni dalle 5:00 fino alle 23:00.
Incrocia la linea Centro presso le stazioni di Recife e di Joana Bezerra.
A causa del tasso di analfabetismo nella regione, le stazioni sono state progettate per includere vari segni di identificazione: oltre al servizio di messaggi audio che annuncia il nome della fermata, c'è un colore diverso utilizzato sui muri di tutte le stazioni e le loro indicazioni sono dotate di simboli grafici accanto al nome.

## Storia
Negli anni novanta si iniziò a pensare all'espansione della rete metropolitana di Recife, costruendo una seconda linea. Nel 1998 iniziariono i lavori di questa seconda linea che avrebbe collegato il capolinea di Recife fino a Cajueiro Seco, con una lunghezza di 14,3 km. La prima tratta di tale linea, che prese il nome di Linha Sul, venne inaugurata nel 2005 e andava dalla stazione di Recife fino a quella di Imbiribeira.
I lavori continuarono e tra il 2009 e il 2010 vennero aperte con varie tempistiche porzioni di linea fino all'attuale capolinea di Cajueiro Seco.

## Stazioni
Nell'elenco che segue, a fianco ad ogni stazione, sono indicati i servizi presenti, gli eventuali interscambi ferroviari e i segni di identificazione di ogni stazione:

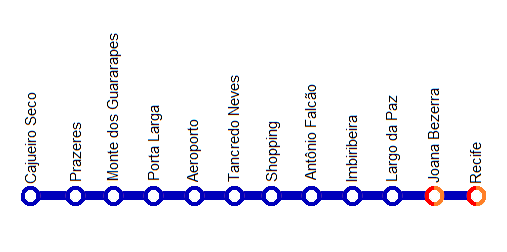
Rappresentazione grafica

| Fermata              | Apertura         | Interscambi       | Note |
| -------------------- | ---------------- | ----------------- | ---- |
| Recife               | 28 febbraio 2005 | Centro 1 Centro 2 |      |
| Joana Bezerra        | 28 febbraio 2005 | Centro 1 Centro 2 |      |
| Largo da Paz         | 28 febbraio 2005 |                   |      |
| Imbiribeira          | 28 febbraio 2005 |                   |      |
| Antônio Falcão       | 28 marzo 2009    |                   |      |
| Shopping             | 28 marzo 2009    |                   |      |
| Tancredo Neves       | 1º febbraio 2010 |                   |      |
| Aeroporto            | 29 agosto 2010   |                   |      |
| Porta Larga          | 29 agosto 2010   |                   |      |
| Monte dos Guararapes | 29 agosto 2010   |                   |      |
| Prazeres             | 29 agosto 2010   |                   |      |
| Cajueiro Seco        | 29 agosto 2010   |                   |      |